# Dobovo
Dobovo je naselje v Občini Novo mesto.